# کلان‌کپلی
کَلان‌کَپَلی (Steatopygia) اصطلاحی در مردم‌نگاری و کالبدشناسی است که به انباشت چشمگیر چربی در ناحیهٔ نشیمن‌گاه و ران‌ها به‌ویژه در زنان اشاره دارد. کلان‌کپلی وضعیتی است که در آن مقدار زیادی از بافت چربی در ناحیهٔ نشیمنگاه و ران‌ها انباشته می‌شود، که به ایجاد ظاهری زاویه‌دار نزدیک به ۹۰ درجه می‌انجامد و معمولاً با کاوپشتی همراه است. این ساختار تنها به ناحیهٔ ماهیچه‌های سرینی محدود نمی‌شود، بلکه به بخش بیرونی و جلوی ران‌ها نیز گسترش می‌یابد و تا زانو باریک می‌شود، که در مجموع پیکری منحنی‌خط ایجاد می‌کند.
این ویژگی معمولاً به‌صورت ژنتیکی در برخی جمعیت‌ها از جمله برخی گروه‌های آفریقایی مانند قوم سان (بوشمن‌ها) و برخی از مردم جنوب صحرای آفریقا دیده می‌شود. این ویژگی از دوران پیشاتاریخ در آثار هنری (مانند تندیس‌های ونوس پارینه‌سنگی) نیز ثبت شده است.
ریشه‌شناسی واژهٔ Steatopygia از یونانی باستان آمده است که در آن (στέαρ (stéar) به‌معنای «پیه» و (πυγή (pugḗ) به‌معنای «کفل» است.

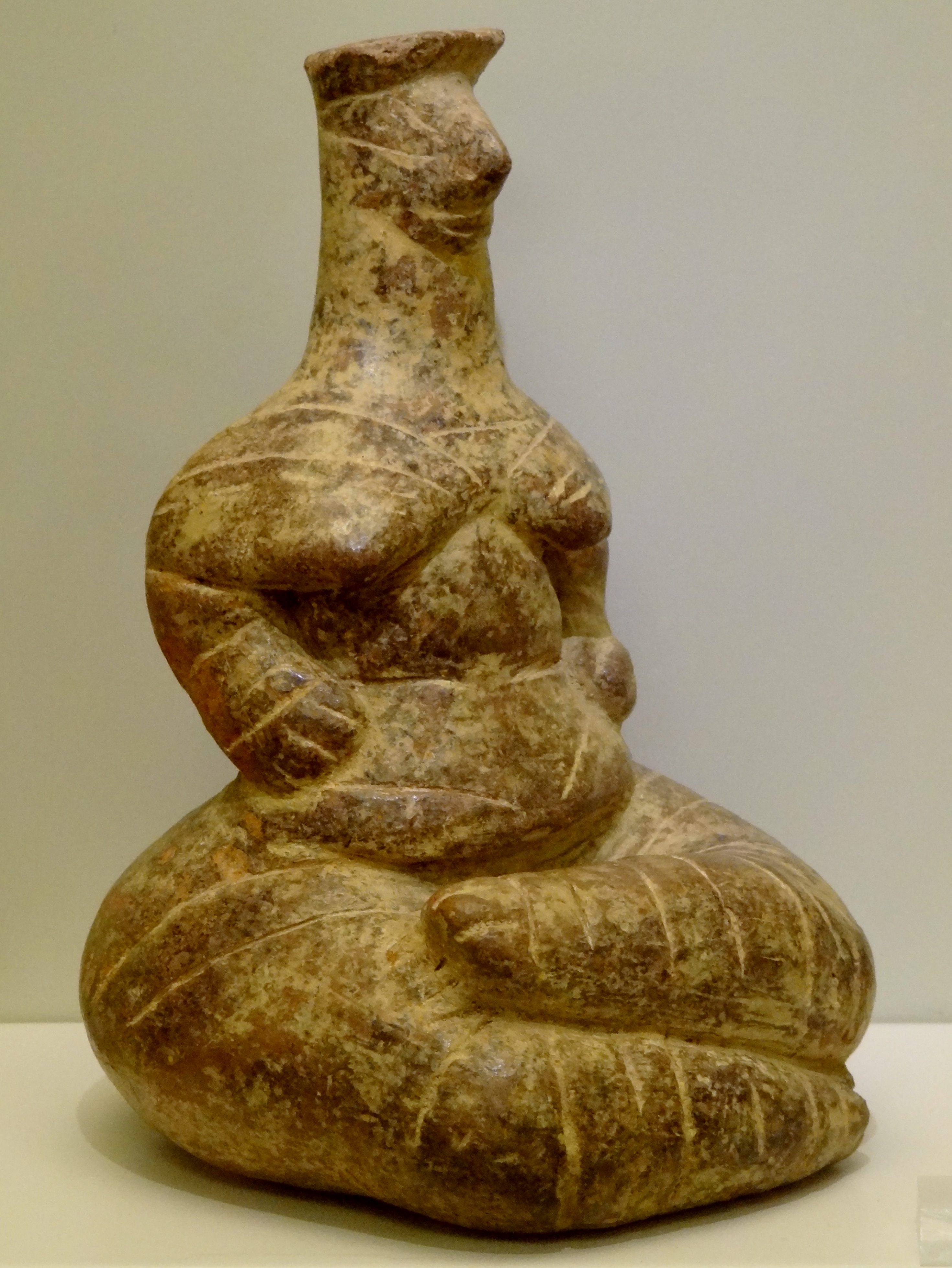
ایزدبانوی کلان‌کپل از پانو خوریو در کرت مربوط به دوران نوسنگی، حدود ۵۸۰۰ تا ۴۸۰۰ پیش از میلاد

کلان‌کپلی یک فنوتیپ ژنتیکی است که منجر به تجمع بیشتر بافت چربی در ناحیهٔ باسن می‌شود و بیش از همه در میان خویسان جنوب آفریقا دیده شده است. این ویژگی همچنین در میان پیگمه‌های مرکز آفریقا و نیز برخی از اقوام آندامان مانند قبیلهٔ انگ‌ها در جزایر آندامان گزارش شده است. نقاشی‌های غارها و پناهگاه‌ها نشان می‌دهند که این ویژگی در میان جمعیت‌های اروپایی و شمال آفریقایی در دوران پارینه‌سنگی پسین نیز وجود داشته است. این ویژگی ژنتیکی عمدتاً در زنان دیده می‌شود، اما در مردان نیز به میزان کمتری وجود دارد.

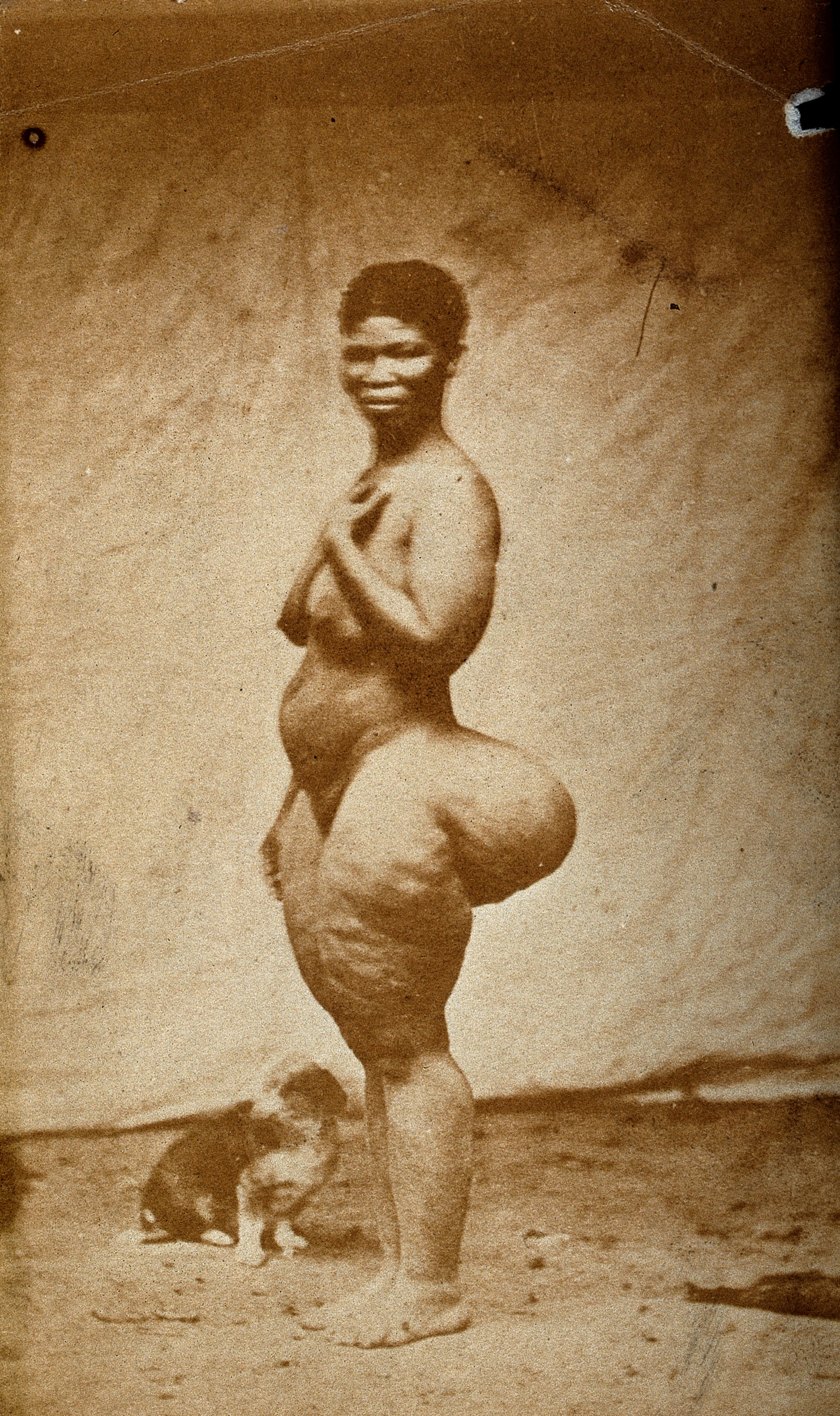
زنی با ویژگی کلان‌کپلی

گمان رفته است که این ویژگی روزگاری بسیار رایج‌تر بوده است. برخی پیکرک‌های ونوس در دوران پارینه‌سنگی، که گاه «ونوس‌های کلان‌کپل» خوانده می‌شوند، از اروپا تا آسیا کشف شده‌اند که رشد چشمگیر ران‌ها و حتی لبه‌های کشیدهٔ فرج را نشان می‌دهند. بااین‌حال، هنوز روشن نیست که این پیکره‌ها بازنمایی واقع‌گرایانه، اغراق‌آمیز یا آرمانی از بدن زنانه بوده‌اند. این پیکره‌ها معمولاً زاویه‌ای حدود ۱۲۰ درجه بین پشت و باسن نشان می‌دهند، در حالی که کلان‌کپلی با زاویهٔ ۹۰ درجه توصیف می‌شود.
از دیدگاه کالبدشناختی، شکل بافت‌های ماهیچه‌ای و چربی در ناحیهٔ پشتی با ساختار کلی لگن در ارتباط است. لگن ژنیکوئید با شکل باسن گرد، لگن پلاتی‌پلوئید با شکل مثلثی، لگن آنتروپوئید با شکل مربعی و لگن اندروئید با ناحیهٔ سُرینی ذوزنقه‌ای مرتبط دانسته می‌شوند. شکل ذوزنقه‌ای همان ویژگی خاص کلان‌کپلی است که از نمای روبرو، کنار و پشت دیده می‌شود.
کلان‌کپلی خطر هیپرتروفی پستان در زنان و بزرگ‌شدن پستان مردانه در مردان را افزایش می‌دهد. همچنین با التهاب در ناحیهٔ تناسلی مرتبط است که موجب رشد بیشتر لبه کوچک و لبه بزرگ در زنان می‌شود (پدیده‌ای که به آن «ماکرونیمفا» گفته می‌شود) و در مردان قطر و طول آلت نری را افزایش می‌دهد. این ویژگی پیکری مثلثی، ورزیده و از نظر جنسی غالب ایجاد می‌کند و هم در زنان و هم مردان، چهره‌ای بیضی‌شکل و کودک‌گونه به همراه دارد.
در دوران گرجی در انگلستان، نمایش عجیب‌الخلقه‌ها گاه زنانی با کلان‌کپلی را به نمایش می‌گذاشتند. شناخته‌شده‌ترین نمونه، زنی از قوم خویسان به‌نام سارا بارتمن بود که احتمالاً به بیماری لیپیدما نیز مبتلا بوده است.

## علل و ژنتیک
کلان‌کپلی نتیجهٔ تعامل بین ساختار اندروئید زیربغلی، استخوان ران و ژن‌های چربی‌ساز است. گمان می‌رود که ژنتیک، دسترسی به غذا و انتخاب جنسی، همگی در شکل‌گیری این ویژگی نقش داشته‌اند. برخی مردم‌شناسان می‌گویند که «باسن بزرگ… بخش عمده‌ای از جذابیت جنسی زنان بوش‌من را تشکیل می‌دهد» و «انتخاب جنسی احتمالاً نقش مهمی در شکل‌گیری کلان‌کپلی ایفا کرده است». کلان‌کپلی پیکری مثلثی‌شکل ایجاد می‌کند که مستقل از وزن فرد است، به‌گونه‌ای که حتی افراد بسیار لاغر نیز این فرم بدنی را حفظ می‌کنند.

## بحث‌های معاصر
برداشت امروزی از کلان‌کپلی تنها به نشانگرهای ژنتیکی محدود نیست. در گذشته، نژادپرستی علمی گاه از این ویژگی برای جنسی‌سازی بدن زنان استفاده می‌کرد، مانند نمونهٔ مشهور «ونوس هاتنتوت».